# Umbu
Die Umbu ist die Frucht der Baumart Spondias tuberosa oder des Umbuzeiros (Umbu-Baums), einer Pflanzenart aus der Gattung der Mombinpflaumen (Spondias) in der Familie der Sumachgewächse (Anacardiaceae). Es ist eine ausschließlich in Brasilien verbreitete Art.
Der Name „Umbu“ hat seinen Ursprung in dem Ausdruck „y-mb-u“ der Tupí-Sprache, was so viel bedeutet wie der Baum, der Wasser gibt.

## Beschreibung
Die Wurzeln des Baumes weisen als xeromorphe Anpassung Wurzelknollen auf, die als Speicherorgane für Wasser, Kohlenhydrate und Mineralstoffe dienen. Diese Anpassung ist essentiell für den oft laubabwerfenden Baum, um die Trockenzeit zu überdauern. Der stark verzweigte Baum, mit ausladender Krone, ist bis zu 8–10 Meter groß und hat einen kurzen, gedrungenen Stamm mit etwa 40–60 Zentimeter Durchmesser. Die Borke ist relativ glatt und gräulich.
Die gestielten und unpaarig gefiederten Laubblätter sind bis 17 Zentimeter lang, mit einem bis 5 Zentimeter langen Blattstiel. Die fast sitzenden, 3–9 meist ganzrandigen bis gesägten, leicht ledrigen Blättchen sind 5–6,5 Zentimeter lang und 2,5–3,5 Zentimeter breit. Sie sind unterseits heller und eiförmig bis elliptisch oder verkehrt-eiförmig. Die Spitze ist abgerundet oder stumpf bis ausgerandet oder bespitzt sowie spitz bis zugespitzt. Die Nervatur ist gefiedert mit hellerer und unterseits erhabener Mittelader. Die Blättchen sind öfters eingefaltet und der Blattrand kann kurz bewimpert oder verdickt sein.
Spondias tuberosa ist zwittrig und protandrisch und manchmal andromonözisch, also männliche und zwittrige Blüten sind auf einem Individuum zu finden. Die behaarten Blütenstände sind endständig und rispig. Die kleinen, fünfzähligen und gestielten Blüten sind weiß und mit doppelter Blütenhülle. Es sind an der Rispenspindel und an den Seitenachsen jeweils kleine Deckblätter vorhanden. Der Kelch ist sehr klein mit 5 Zipfeln. Die 5 weißen, eiförmigen bis lanzettlichen Petalen sind ausladend bis zurückgelegt. Die 8–10 Staubblätter besitzen weißliche Staubfäden. Es ist ein kleiner, gelblicher Diskus vorhanden. Der Fruchtknoten ist oberständig, mit mehreren kegelförmigen Griffeln.
Die kleinen, rundlichen bis ellipsoiden, meist einsamigen Steinfrüchte sind gelb-grün gefärbt, besitzen eine ledrige, meist glatte bis leicht noppige Haut und haben einen süß-säuerlichen Geschmack. Sie sind 3–4 Zentimeter groß, mit einem fleischigen, gelatinösen Mesokarp.
Die Chromosomenzahl beträgt 2n = 32.

## Verbreitung
Die Umbu ist ein Endemit aus dem semiariden Nordosten Brasiliens, präsent in den Staaten Piauí, Ceará, Rio Grande do Norte, Paraíba, Pernambuco, Alagoas, Sergipe, Bahia und im Norden von Minas Gerais.

## Nutzung
Die Imbu-Frucht kann frisch verzehrt oder zu Marmeladen und anderen gesüßten Konfitüren wie Fruchtkäse verarbeitet werden. Die Früchte werden sowohl roh als auch gekocht verwendet. Die Frucht wird so lange gekocht, bis sich Schale und Fruchtfleisch voneinander trennen. Danach wird die Flüssigkeit abgegossen, mit Zucker vermischt und weitere zwei Stunden gekocht. Sobald das Fruchtfleisch zu einer glänzenden Gelatine (geléia genannt) eingekocht ist, behält es einen leicht herben Geschmack. Neben der dicken Paste, die durch diesen langen, langsamen Kochprozess entsteht, dient die Imbu-Frucht als Grundlage für Fruchtsaft, Vinagre (den Saft aus überreifen Früchten) und Marmelade (die durch das Pressen von Schichten getrockneter Imbu-Paste hergestellt wird). Eine weitere Delikatesse ist die Kompott-Art, bei der die Frucht und Zucker direkt in Gläsern miteinander vermischt werden. Das frische Fruchtfleisch oder, wenn die frischen Früchte nicht in Saison sind, der Vinagre wird mit Milch und Zucker gemischt, um Umbuzada herzustellen – ein reichhaltiges Getränk, das oft eine vollständige Mahlzeit ersetzt. Die Frucht eignet sich ideal zum Mischen mit Stachelbeeren oder Pflaumen und wird in Fruchtsäften, Marmeladen und Sorbets verwendet.
Zusätzlich findet das leichte und weiche Holz des Imbu-Baumes ist vielseitig einsetzbar.

## Bilder

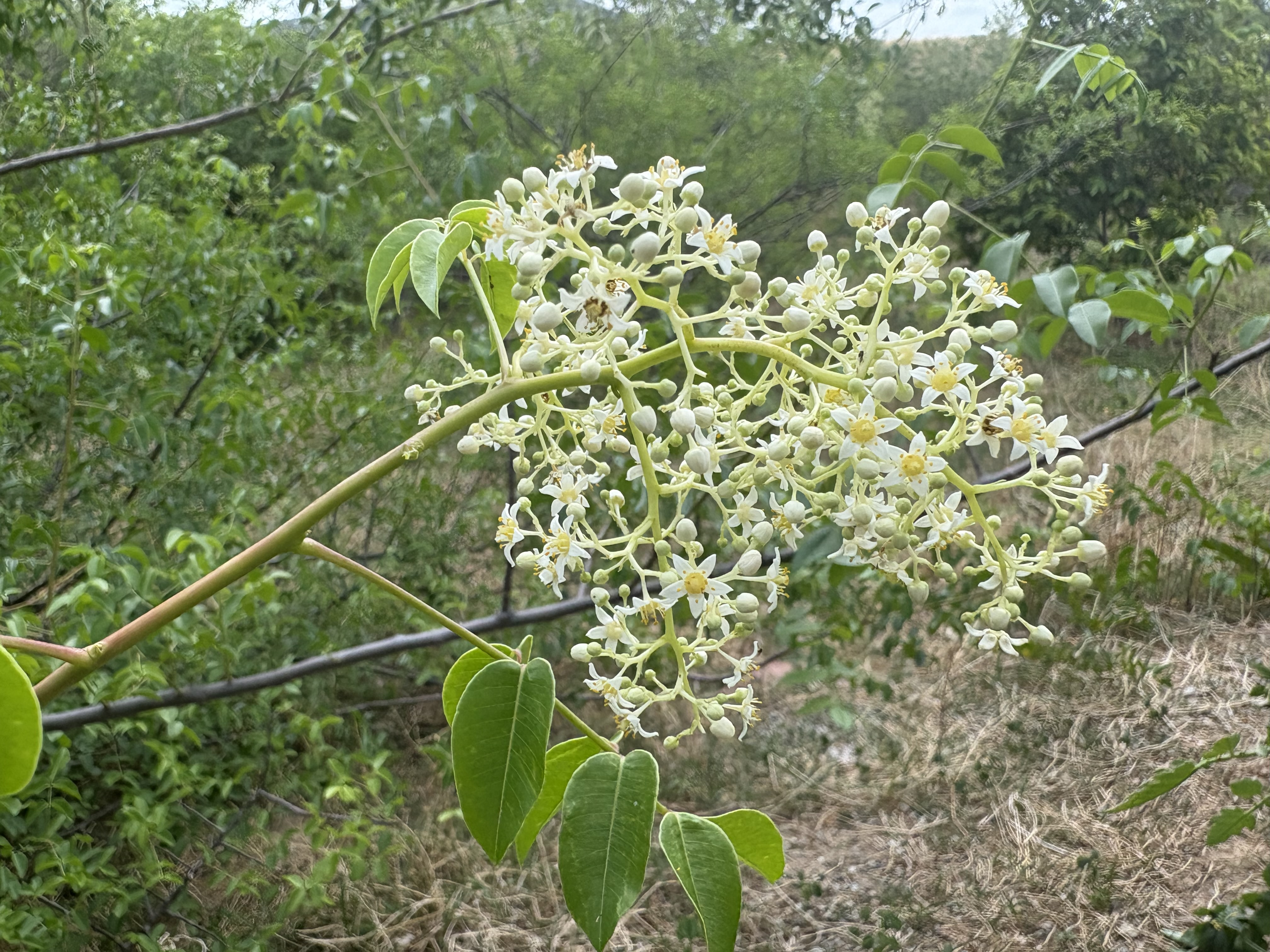
Blüte
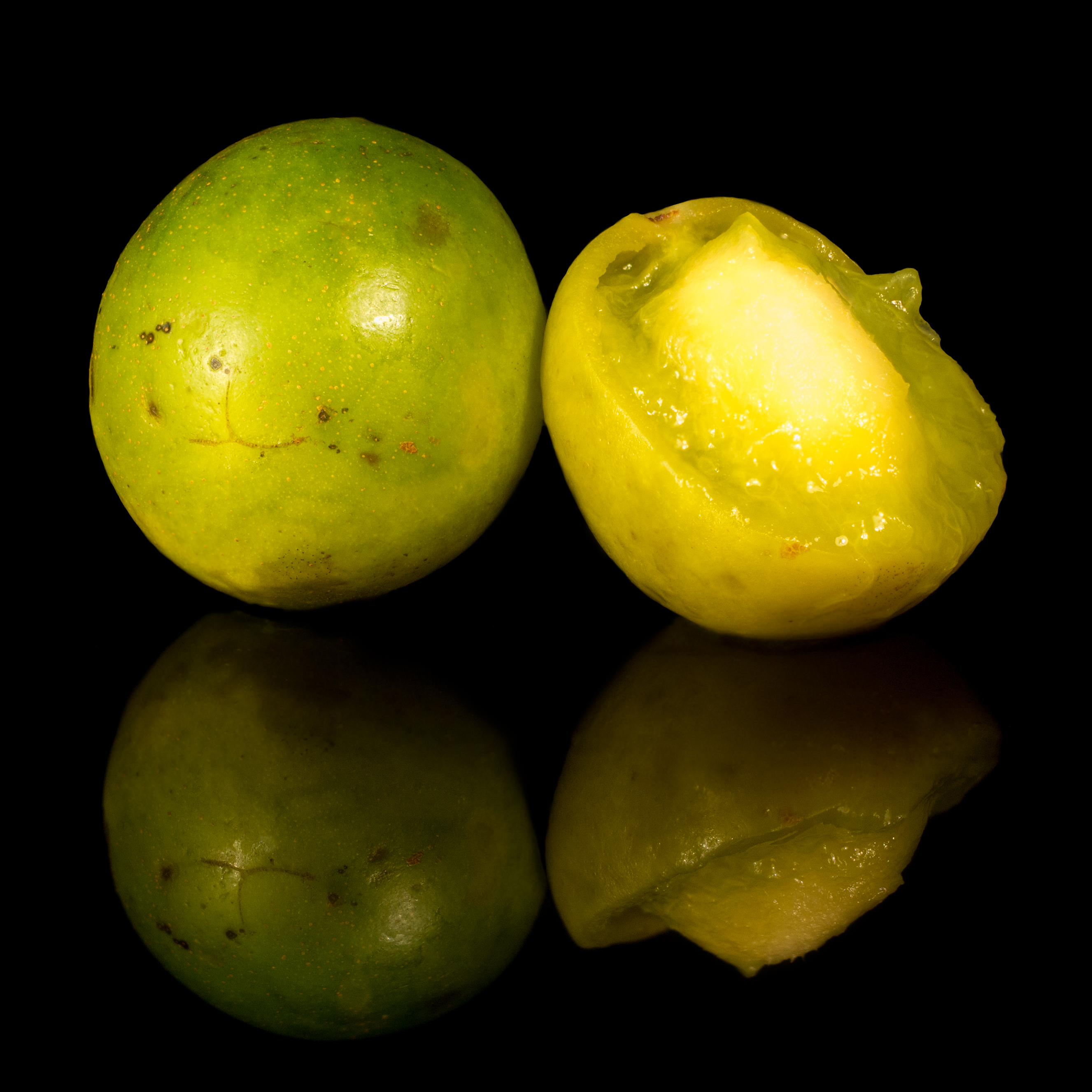
Umbu-Frucht
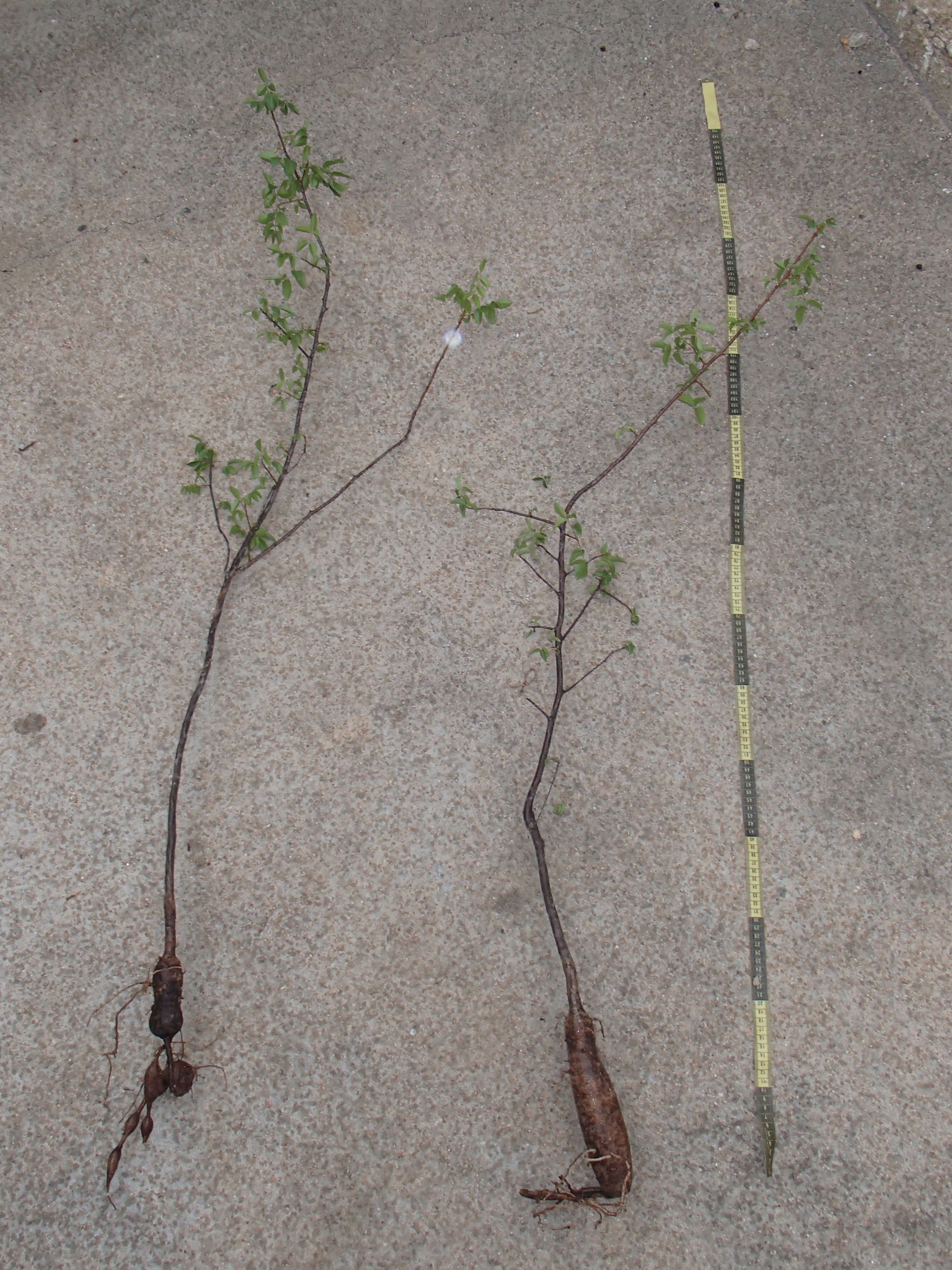
Dreijährige Bäumchen mit Wurzelknollen